# Markus Ryffel
Markus Ryffel (* 5. Februar 1955 in Uster) ist ein ehemaliger Schweizer Langstreckenläufer.

## Karriere
Sein grösster Erfolg war der Gewinn der Silbermedaille im 5000-Meter-Lauf in 13:07,54 min an den Olympischen Spielen 1984 in Los Angeles, nachdem er an den Olympischen Spielen 1980 in Moskau über die gleiche Distanz bereits Fünfter geworden war.
Bei den Europameisterschaften 1978 wurde er Zweiter im 5000-Meter-Lauf (13:28,66 min). Im gleichen Jahr wurde er zum Schweizer Sportler des Jahres gewählt.
Aus Halleneuropameisterschaften resultierten zwei Gold-, eine Silber- und eine Bronzemedaille. Ausserdem wurde er am Weltcup in Montreal 1979 Dritter. Er ist 19-facher Schweizer Meister und hielt am Ende seiner Karriere alle Schweizer Rekorde zwischen 3000 und 10'000 Meter.
Auch bei Strassenläufen war er vor allem in der Schweiz ausserordentlich erfolgreich. Er siegte u. a. neunmal beim Murtenlauf, viermal beim Grand Prix von Bern, dreimal beim Greifenseelauf, zweimal beim Zürcher Silvesterlauf und je einmal bei den 25 km von Berlin und dem Basler Stadtlauf.
Markus Ryffel startete für den Stadtturnverein Bern. Im Anschluss an seine sportliche Karriere gründete er zusammen mit seinem Bruder, Urs Ryffel, und Markus Bill das Sportartikel-Unternehmen Ryffel Running AG. Die Verkaufsstellen verkauften sie 2014 an die Firma SportXX. Heute ist Markus Ryffel Geschäftsführer des Unternehmens Markus Ryffel’s GmbH, das verschiedene Kurse anbietet und zudem u. a. für das Marketing des Schweizer Frauenlaufs zuständig ist. Die Gebrüder Ryffel sind massgeblich an der Organisation des Internationalen Greifenseelaufs beteiligt.
Sein Sohn Christoph Ryffel war ebenfalls als Läufer erfolgreich, er gehörte im Langstrecken- und Crosslauf zur Schweizer Elite.

## Persönliche Bestleistungen
- 3000-Meter-Lauf: 7:41,00 min, 18. Juli 1979 in Lausanne
- 5000-Meter-Lauf: 13:07,54 min, 11. August 1984 in Los Angeles (bis 30. Mai 2024 Schweizer Rekord)
- 10'000-Meter-Lauf: 27:54,29 min, 10. Juli 1985 in Lausanne